# Mimetismo mülleriano

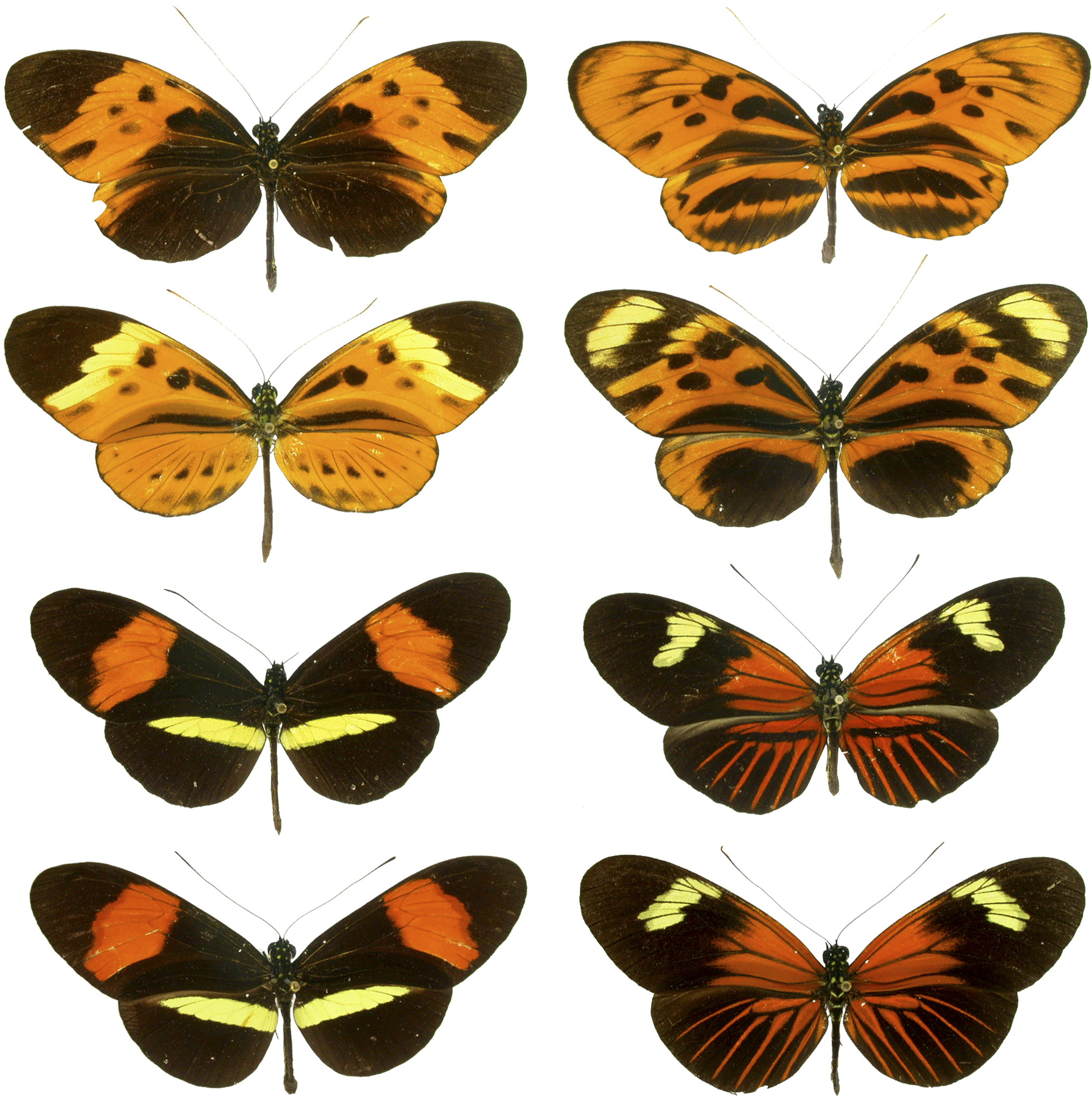
Mariposas Heliconius del trópico del hemisferio occidental, ejemplos clásicos de mimetismo mülleriano. Cuatro morfos de H. numata, dos morfos de H. melpomene y dos morfos de H. erato mímicos.

Se denomina mimetismo mülleriano a un fenómeno natural en el que dos o más especies con ciertas características peligrosas, que no se encuentran emparentadas y que comparten uno o más depredadores, han logrado mimetizar las señales de advertencia respectivas. El nombre hace honor al naturalista alemán Fritz Müller, quien fue el que propuso el concepto en 1878.
Este tipo de mimetismo se encuentra en contraposición con el mimetismo batesiano, en el que un organismo indefenso imita a la especie protegida; en este caso la especie indefensa es denominada la copiadora y la peligrosa que es imitada se denomina el modelo. El mimetismo mülleriano se diferencia en que ambas especies son peligrosas; cada una de ellas copia a la otra especie, a la vez que sirve de modelo. Si una especie es mucho menos abundante que la otra, la especie más común puede ser tratada como si fuera el modelo y la otra la copiadora. Sin embargo, si la abundancia es similar, sería mejor denominarlas co-copiadoras o copia-modelo. El depredador que lleva a cabo la convergencia indirecta entre las dos partes se denomina el receptor de señales o engañado, aunque este último término no es demasiado relevante en este caso, ya que los depredadores no son engañados respecto a las características peligrosas de su presa; ambas presas poseen una señal de advertencia honesta. Por esta razón, algunos sostienen que esto no es una forma de mimetismo, ya que no existe engaño. A diferencia de otros sistemas de mimetismo, el receptor de señales se ve favorecido de confundir una especie peligrosa con la otra, ya que evita el daño potencial que le podría afectar.